# Some Nights (Saint Jhn)
Some Nights è un singolo del rapper statunitense Saint Jhn, pubblicato l'8 settembre 2017.

## Tracce
1. Some Nights – 2:38